# Frappé
Frappé (în greacă φραπέ, transliterat: frapé pronunție în greacă modernă [fraˈpe]) este o băutură rece grecească pe bază de cafea, preparată în general prin amestecarea cafelei solubile cu apă rece, zahăr, lapte și cuburi de gheață, adesea utilizând un mixer sau un shaker.

## Denumire
Denumirea „frappé” provine din franțuzescul „frapper”, care înseamnă „a bate” sau „a agita”. În Grecia, termenul a fost preluat pentru a descrie metoda de preparare a acestei băuturi, care presupune agitarea cafelei solubile cu apă rece, zahăr și gheață într-un shaker sau folosind un mixer.

## Variante
În Grecia există mai multe moduri de preparare a frappéurilor. Cafeaua solubilă amestecată cu apă rece reprezintă baza băuturii, în timp ce zahărul, laptele și cuburile de gheață pot fi omise, în funcție de preferințe. Frappéul poate fi consumat simplu – fără zahăr sau lapte, metrio (mediu) – cu zahăr și puțin lapte sau glyko (dulce) – cu mai mult zahăr și lapte.

## Servire
În general, frappéul este servit într-un pahar transparent înalt. Având o spumă densă care se formează la suprafața paharului, băutura este consumată adesea cu ajutorul unui pai.

## Istoric
Potrivit companiei Nescafé, cafeaua frappé a fost inventată accidental în anul 1957, în timpul unui târg internațional din Salonic, Grecia, atunci când Dimitrios Vakondios, un angajat al acesteia, a dorit să își pregătească cafeaua instant în mod obișnuit, dar neavând acces la apă fierbinte, a decis să amestece cafeaua solubilă cu apă rece, zahăr și gheață folosind un shaker, creând astfel primul frappé.
Tehnica și instrumentele folosite pentru prepararea băuturii au evoluat de-a lungul timpului. Astfel, shakerul manual utilizat inițial este adesea înlocuit în prezent cu mixere electrice speciale, cu ajutorul cărora se poate obține mai rapid textura specifică frappéului.